# Pintor d'Analatos

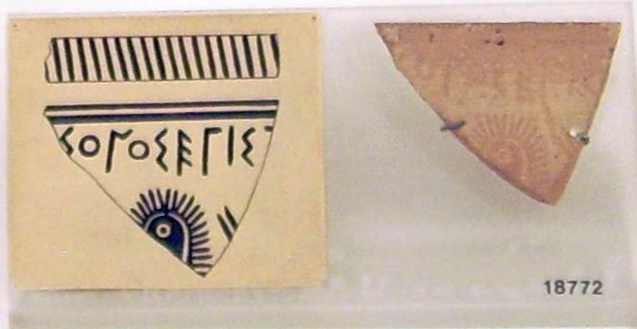
Placa inscrita pel Pintor d'Analatos

El Pintor d'Analatos és el nom convencional assignat a un terrissaire i ceramista, actiu a l'Àtica en el primer quart del segle VII abans de la nostra era, primer i millor exponent de l'estil protoàtic antic (710-675 ae), format en el taller del Pintor d'Atenes, el principal laboratori àtic del geomètric tardà. La seua signatura ens ha arribat, fragmentària i il·legible, sobre una placa d'ofrena pintada. El nom convencional adoptat deriva de la zona d'Àtica, Analatos (actual Nea Smirni), on es va trobar una hídria del 710 ae, atribuïda a ell (Atenes, Museu Arqueològic Nacional).

## Estil

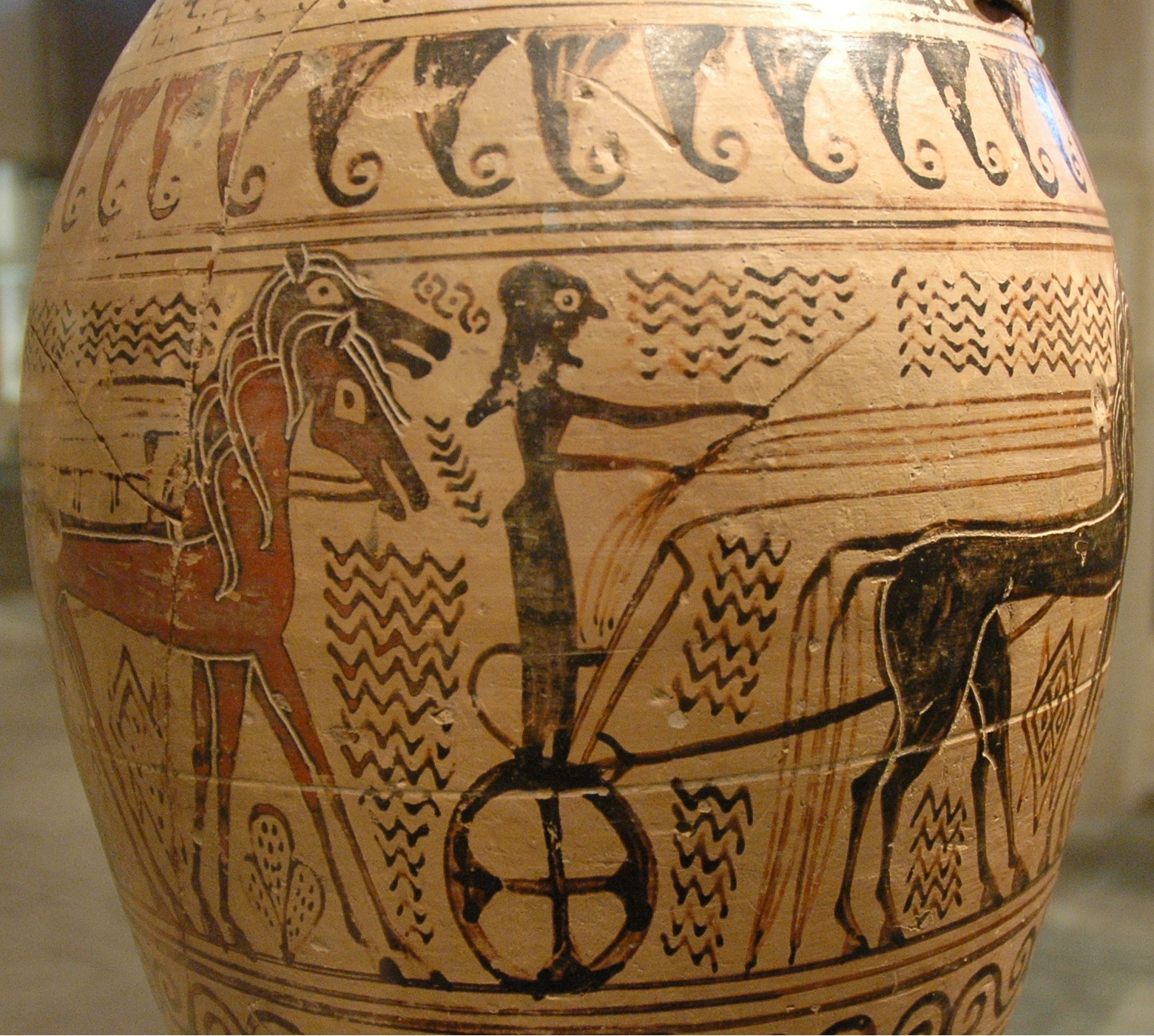
Lutròfor del Pintor d'Analatos (cos). Museu del Louvre

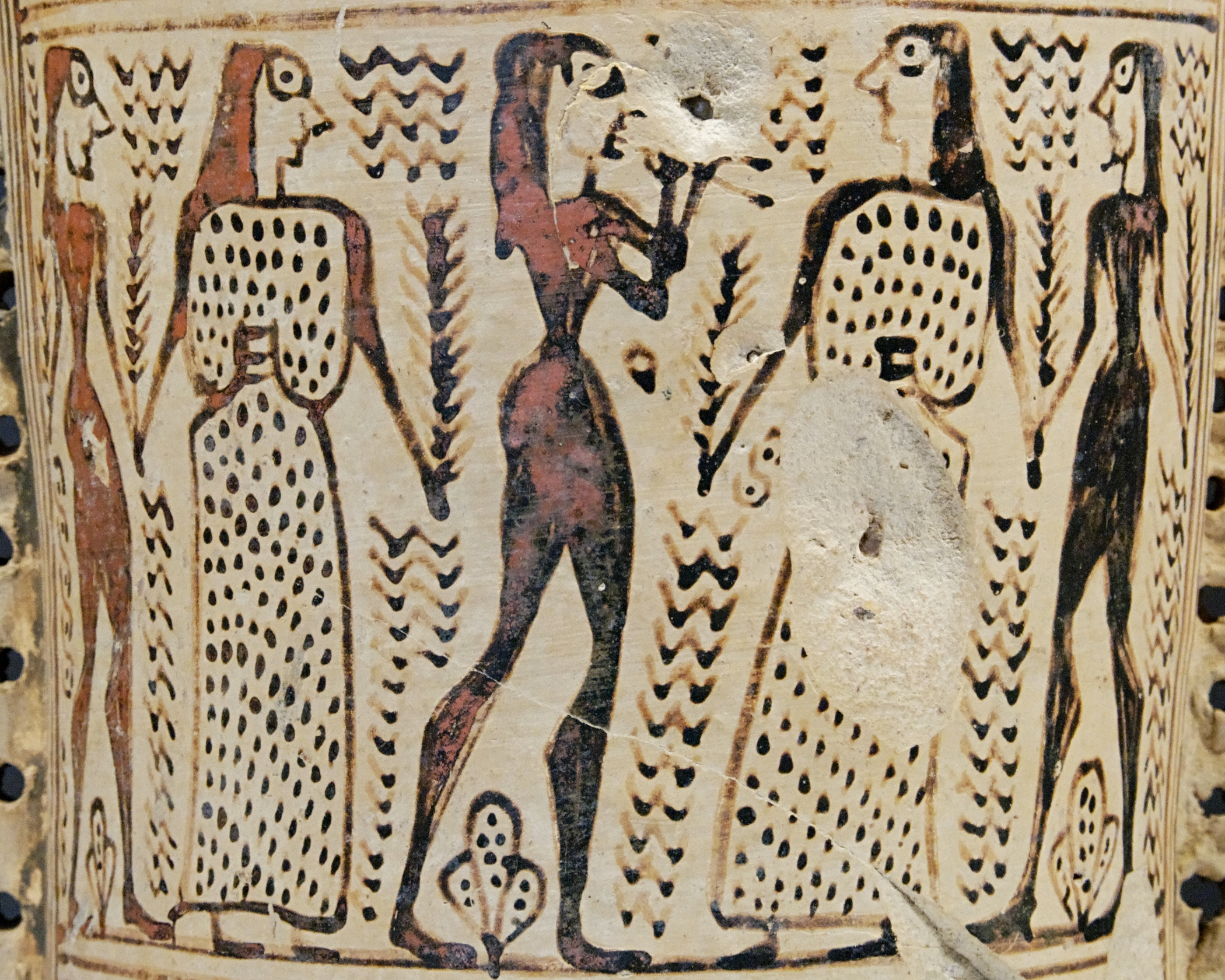
Lutròfor del Pintor d'Analatos (coll). Museu del Louvre

Hereu de la tradició figurativa provinent del Mestre del Dípilon i del qual manté alguns esquemes representatius com ara desfilades de carros o ornamentació abstracta, introdueix en la producció de gots àtica motius orientalitzants procedents de Corint, com ara animals fantàstics i decoració floral, a més a més de la tècnica d'incisió inventada a Corint i la de figures negres, que es faran servir a Atenes només unes dècades més tard. Malgrat una preferència per les línies sinuoses i la consistència corpòria que es copsa en les figures femenines vestides i en les cares més detallades, encara té una forta tendència a la parataxi i l'antítesi. No s'han identificat relats mitològics en els gots que se li atribueixen.
En el treball del Pintor d'Analatos es capta una fase tardana caracteritzada per una menor obstinació i qualitat; un fragment d'un atuell que representa una esfinx, atribuïble al seu taller pels elements estilístics recurrents (com ara el trèvol amb farciment puntejat), mostra que en la seua activitat havia sigut capaç d'incorporar influències del naixent estil blanc i negre.

## Obres atribuïdes

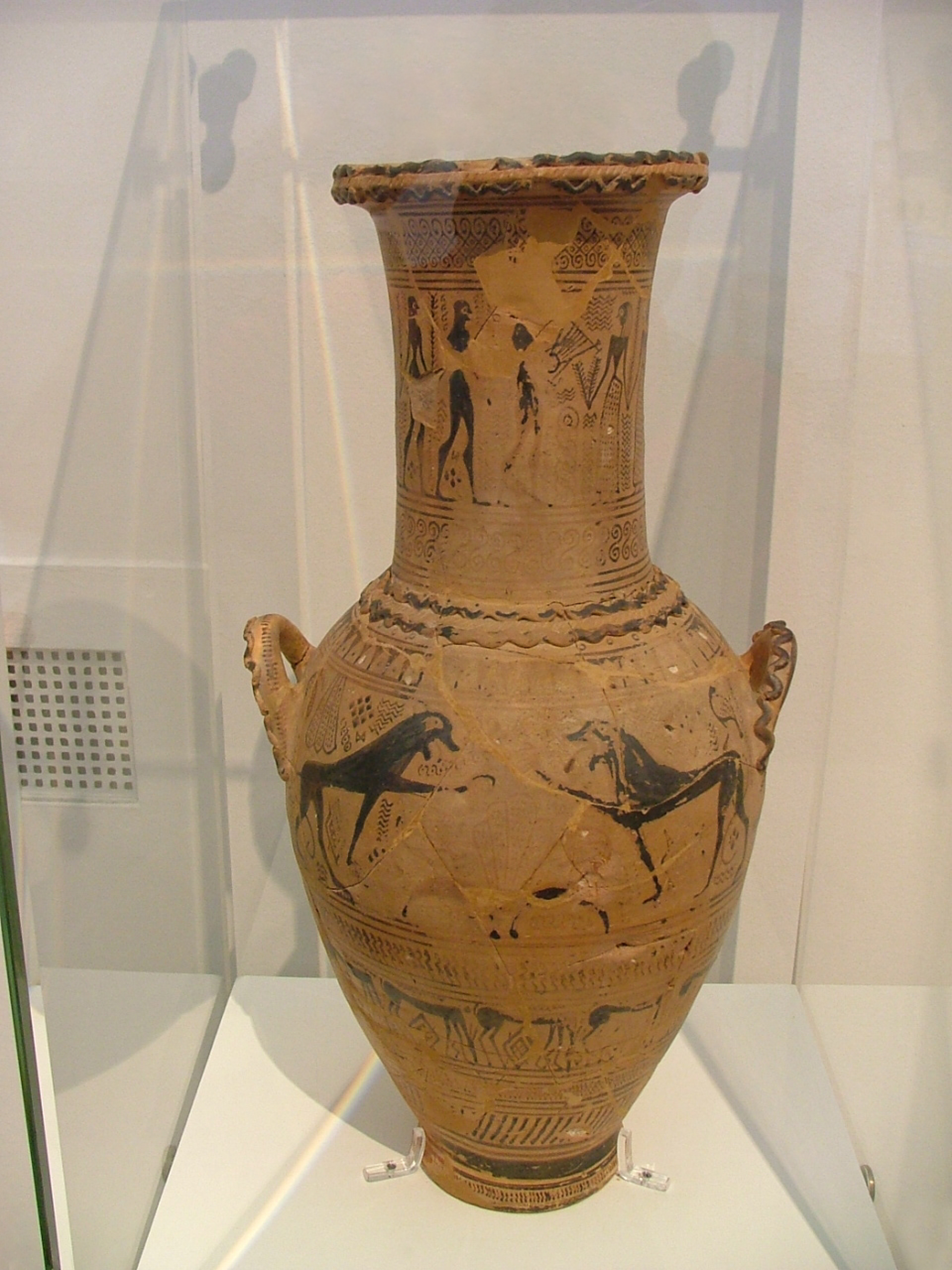
Hídria protoàtica, (710 ae); altura: 80 cm. Atenes, Museu Arqueològic Nacional

- Hídria protoàtica, (710 ae), altura: 80 cm. Atenes, Museu Arqueològic Nacional, n.º inv. 313.

La part inferior del got és encara geomètrica, mentre que la superior mostra més evolució de formes. Sobretot les figures del coll evidencien el desenvolupament de la figura del geomètric de manera independent de les influències orientalitzants. Cook, 1997, pàg. 
- Lutròfor protoàtic (circa 690 ae), París, Museu del Louvre, CA 2985.[6][7]
- Crater protoàtic (circa 690 ae), Múnic, Antikensammlungen, 6077.[8]

Aquest crater indica la direcció presa pel Pintor d'Analatos alhora que la nova ceràmica protoàtica. L'estil geomètric és cosa del passat i les diferències amb l'estil protocorinti es fan encara més pronunciades. Les figures ocupen un espai més gran i amb una estructura més orgànica; la composició n'és més lliure.
- Àmfora protoàtica (circa 725-675 a. C.), Oxford, Ashmolean Museum, 1935.19.[10]
- Hídria protoàtica, Bochum, Ruhr Universitat, Kunstsammlungen S1067.[11]